# Trine Schmidt
Trine Schmidt (Kopenhagen, 3 juni 1988) is een Deense voormalige wielrenster, die zowel actief was op de weg als op de baan. Ze is meervoudig Deens kampioene op de weg en op de baan en in 2017 werd ze Europees kampioene op de baan.
Ze nam namens Denemarken deel aan de Olympische Zomerspelen 2008 in Peking. In de puntenkoers werd ze 18e, achter winnares Marianne Vos. In dat jaar won ze zilver op het Wereldkampioenschappen baanwielrennen 2008 in Manchester, eveneens in de puntenkoers.
Schmidt reed vanaf 2007 bij het Nederlandse Team Flexpoint, Menikini-Selle Italia, Hitec Products en Cervélo Test Team Women tot ze in 2011 op 23-jarige leeftijd haar carrière beëindigde. Vijf jaar later in augustus 2016 maakte ze haar comeback en reed vervolgens bij het Deense Team BMS BIRN, het Belgische Lotto Soudal Ladies, in 2018 en 2019 bij Team Virtu en in 2021 bij Team Rupelcleaning, maar ze kwam dat laatste jaar niet in actie vanwege een blessure en beëindigde in september 2021 haar carrière.

## Palmares

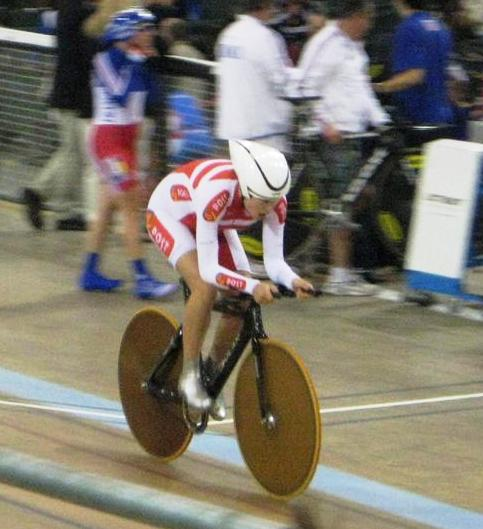
Trine Schmidt op de baan in 2008.

### Op de weg
2004
 Deens kampioen tijdrijden, junior
2006
 Deens kampioen ploegentijdrit, elite
 Europees kampioenschap tijdrijden, junior
2007
 Deens kampioen tijdrijden, elite
4e etappe Gracia Orlová
2008
 Deens kampioenschap tijdrijden
 Tour de Prince Edward Island
2009
 Deens kampioenschap op de weg
 Deens kampioenschap tijdrijden
 Chrono des Herbiers
 Open de Suède Vårgårda
2010
 Deens kampioenschap tijdrijden
2011
 Deens kampioenschap op de weg
 Deens kampioenschap tijdrijden
2016
 Deens kampioenschap tijdrijden

### Op de baan
| Jaar | DK                                                | EK                     | WK          | Overige                       |
| ---- | ------------------------------------------------- | ---------------------- | ----------- | ----------------------------- |
| 2003 | ind.achtervolging, puntenkoers, sprint            |                        |             |                               |
| 2004 | scratch                                           |                        |             |                               |
| 2005 | ind.achtervolging                                 |                        |             |                               |
| 2006 | ind.achtervolging, scratch, sprint                |                        |             |                               |
| 2007 | ind.achtervolging, scratch, sprint                |                        |             |                               |
| 2008 |                                                   |                        | puntenkoers | 18e op Olympische puntenkoers |
| 2010 | ind.achtervolging, scratch                        |                        |             |                               |
|      |                                                   |                        |             |                               |
| 2016 | ind.achtervolging, omnium, · puntenkoers, scratch |                        |             |                               |
| 2017 | ind.achtervolging, scratch, omnium                | puntenkoers, · scratch |             |                               |
| 2018 | omnium                                            |                        |             |                               |
| 2019 |                                                   |                        |             | WB Hongkong: koppelkoers      |
| 2020 | koppelkoers (met Amalie Dideriksen)               |                        |             |                               |

Beckers · Daams · Delzenne · Dom · Hoffmann · Kachelhoffer · Kiesenhofer · Kopecky · Moonen · Schmidt · Van der Meulen · Vanhoutte
Aalerud · Guarischi · Koster · Kröger · Moberg · Pawłowska · Penton · Schmidt · Schweizer · Siggaard · Villumsen
Aalerud · Bastianelli · Bertizzolo · Guarischi · Koster · Kröger · Krogsgaard · Moberg · Neylan · Pawłowska · Penton · Schmidt · Siggaard